# Gruppo missionario Merano
Il Gruppo missionario di Merano (GMM) è un'Organizzazione non governativa (ONG) di volontariato fondata nel 1971 da Alpidio Balbo. Da allora opera in diversi paesi dell'Africa Occidentale (principalmente in Benin, Togo, Ghana e Burkina Faso) realizzando pozzi, strutture sanitarie, scuole e promuovendo l'Adozione a distanza o Sostegno a distanza e il dialogo tra culture.
Dal 1971 il GMM ha fatto scavare centinaia di pozzi nelle zone più aride del Benin, del Togo, del Niger e del Burkina Faso. Ha costruito decine di scuole, di dispensari e piccoli ospedali.